# 埃叙勒
埃叙勒（法語：Essuiles，法語發音：[ɛsɥil]）是法国瓦兹省的一个市镇，属于克莱蒙区。

## 地理
埃叙勒（49°28'29"N, 2°16'25"E）面积13.54 平方千米，位于法国上法蘭西大區瓦兹省，该省份为法国北部内陆省份，北起索姆省，西接厄尔省和滨海塞纳省，南至塞纳-马恩省和瓦兹河谷省，东临埃纳省。
与埃叙勒接壤的市镇（或旧市镇、城区）包括：比勒、勒费圣康坦、富克罗勒、欧迪维莱、布雷什河畔蒙特勒伊、勒普莱西耶叙比勒、勒凯内勒欧布里、雷梅朗格勒。

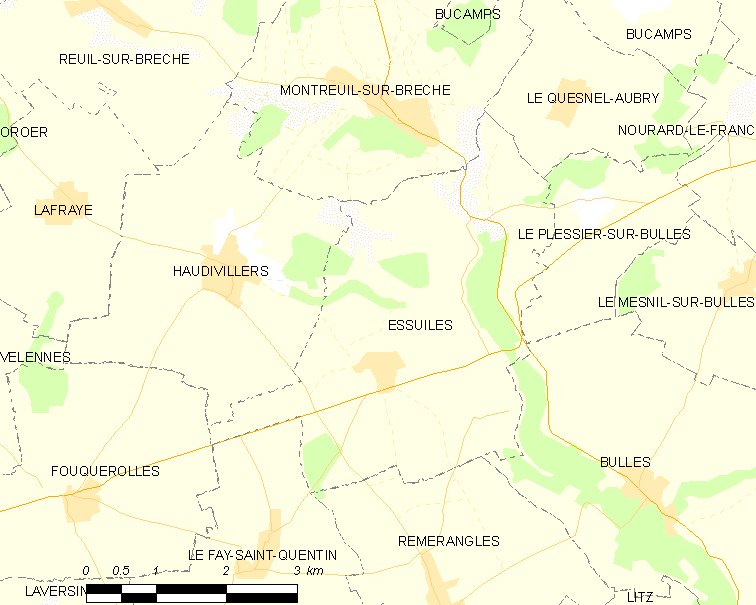
埃叙勒的OSM定位图

埃叙勒的时区为UTC+01:00、UTC+02:00（夏令时）。

## 行政
埃叙勒的邮政编码为60510，INSEE市镇编码为60222。

## 政治
埃叙勒所属的省级选区为圣瑞斯特昂绍塞县。

## 人口

1962-2008年间埃叙勒人口变化图示

埃叙勒于2022年1月1日时的人口数量为520人。